# Pierre Colnard
Pierre Colnard (* 18. Februar 1929 in Liffol-le-Petit; † 30. März 2018 in Bar-le-Duc) war ein französischer Leichtathlet, der sich auf das Kugelstoßen spezialisiert hatte. Seinen größten sportlichen Erfolg feierte er mit dem Gewinn der Bronzemedaille bei den Halleneuropameisterschaften 1970 in Wien.

## Sportliche Laufbahn
Erste internationale Erfahrungen sammelte Pierre Colnard vermutlich im Jahr 1963, als er bei den Mittelmeerspielen in Neapel mit einer Weite von 17,20 m den vierten Platz belegte. 1966 verpasste er bei den Europäische Hallenspielen in Düsseldorf mit 16,62 m den Finaleinzug und im September belegte er dann bei den Europameisterschaften in Budapest mit 18,15 m den siebten Platz. Im Jahr darauf belegte er bei den Europäische Hallenspielen in Prag mit 17,75 m den vierten Platz und 1968 gelangte er bei den Europäische Hallenspielen in Madrid mit 18,02 m auf Rang sieben. Im Oktober nahm er an den Olympischen Sommerspielen in Mexiko-Stadt teil und erreichte dort mit 18,79 m im Finale Rang neun. Im Jahr darauf belegte er bei den Europäische Hallenspielen in Athen mit 19,06 m den fünften Platz und 1970 gewann er bei den Halleneuropameisterschaften in Wien mit 18,96 m die Bronzemedaille hinter den Ostdeutschen Hartmut Briesenick und Heinz-Joachim Rothenburg. Im Jahr darauf belegte er bei den Halleneuropameisterschaften in Sofia mit 18,57 m den siebten Platz und trat daraufhin nicht mehr international in Erscheinung.
In den Jahren 1960 und 1961, 1963 und von 1965 bis 1967 sowie 1969 und 1970 wurde Colnard französischer Meister im Kugelstoßen.